# Surniculus dicruroides
El cuclillo drongo coliahorquillado (Surniculus dicruroides) es una especie de ave cuculiforme de la familia Cuculidae propia del sur de Asia. Anteriormente era considerado conespecífico con el cuclillo drongo asiático (Surniculus lugubris), pero en base a diferencias morfológicas y en el llamado, en la actualidad es reconocida como una especie separada.

## Subespecies
Se reconocen dos subespecies:
- S. d. dicruroides (Hodgson, 1839) – en las estribaciones del Himalaya y el centro y sur de la India;
- S. d. stewarti Baker, ECS, 1920 – en Sri Lanka.

## Distribución
Se distribuye principalmente en el subcontinente indio, Sri Lanka, a veces llegando a las estribaciones del Himalaya.